# Rivinilda Mentai
Rivinilda Mentai (1 de abril de 1994) es una deportista de Portugal que compite en atletismo. Ganó una medalla de plata en el Campeonato Europeo de Atletismo por Equipos de 2019, en la prueba de 4 × 400 m.